# Ла Берга (Пистоја)
Ла Берга је насеље у Италији у округу Пистоја, региону Тоскана.
Према процени из 2011. у насељу је живело 37 становника. Насеље се налази на надморској висини од 89 м.